# Río Lea (Lugo)
El río Lea es un corto río del noroeste de la península ibérica que discurre por la provincia de Lugo, Galicia, España. Es un afluente del río Miño por la izquierda.

## Recorrido
El río Lea nace cerca del lugar de Laga, en el sur del municipio de Pol, y tras atravesarlo pasa al municipio de Castro de Rey, desaguando en el río Miño en este municipio, en la aldea de Beloi. Su longitud es de 23,5 km.
Es un río de llanura, que puede desbordarse durante las lluvias extraordinarias.

## Afluentes
Destacan por la izquierda el río de Guimarás y el rego dos Corvos.

## Régimen hídrico
Es un río de régimen pluvial, de tipo oceánico, en consonancia a la pluviometría media de su cuenca, establecida en 1000 mm anuales.

## Nombre
Recibe ese nombre por atravesar la parroquia de Lea, en el concello de Pol. Hay un río homónimo en el País Vasco, que seguramente no tiene relación con el nombre del río gallego. Como hay varias localidades gallegas con este mismo nombre, lo más seguro, es que procedan de un poblador. Posiblemente remonte a una *(villa) Eileuva / *(villa de) Eileuva, de un onomástico germánico en nominativo.